# ووكر هامبسون
ووكر هامبسون (بالإنجليزية: Walker Hampson)‏ (24 يوليو 1889 في المملكة المتحدة - 1959) هو لاعب كرة قدم بريطاني (وحمل سابقاً جنسية المملكة المتحدة لبريطانيا العظمى وأيرلندا) في مركز نصف الجناح. لعب مع تشارلتون أثلتيك ونادي بيرنلي ونادي تشيسترفيلد ونادي هارتلبول يونايتد ونادي ساوث شيلدز ‏.